# 7-cub
În geometrie, un 7-cub este un hipercub cu șapte dimensiuni, având 128 de vârfuri, 448 laturi, 672 fețe pătrate, 560 celule cubice, 280 fețe tesseractice (cvadridimensional), 84 fețe 5-cubice (pentadimensionale) și 14 fețe 6-cubice (hexadimensionale).
Acesta poate fi notat prin simbolul Schläfli {4,35}, fiind compus din 3 6-cuburi în jurul fiecărei fețe pentadimensionale. Poate fi numit și hepteract, un cuvânt telescopat din tesseract (4-cub) și prefixul grec hepta pentru șapte (dimensiuni).

## Configurație
Matricea configurației de mai jos reprezintă 7-cubul. Rândurile și coloanele corespund vârfurilor, laturilor, fețelor, celulelor, fețelor cvadridimensionale, fețelor de pentadimensionale și fețelor hexadimensionale. Numerele de pe diagonală arată câte elemente din fiecare tip apar în întregul 7-cub. Numerele din afara diagonalei arată câte dintre elementele coloanei apar în sau la elementul rândului.
{\displaystyle {\begin{bmatrix}{\begin{matrix}128&7&21&35&35&21&7\\2&448&6&15&20&15&6\\4&4&672&5&10&10&5\\8&12&6&560&4&6&4\\16&32&24&8&280&3&3\\32&80&80&40&10&84&2\\64&192&240&160&60&12&14\end{matrix}}\end{bmatrix}}}

## Coordonate carteziene
Coordonatele carteziene pentru vârfurile unui 7-cub centrat în origine și cu lungimea laturii 2 sunt
{\displaystyle (\pm 1,\pm 1,\pm 1,\pm 1,\pm 1,\pm 1,\pm 1)}
în timp ce interiorul acestuia este format din toate punctele {\displaystyle (x_{0},x_{1},x_{2},x_{3},x_{4},x_{5},x_{6})} cu {\displaystyle -1<x_{i}<1.}

## Proiecții

Această imagine a unui 7-cub este o proiecție ortogonală. Această orientare arată coloane de vârfuri poziționate la o distanță vârf-latură-vârf de la un vârf din partea stângă la un vârf din partea dreaptă, iar laturile leagă coloane adiacente de vârfuri. Numărul de vârfuri din fiecare coloană reprezintă rânduri din triunghiul lui Pascal, fiind 1:7:21:35:35:21:7:1.

| Planul Coxeter    | B7 / A6 | B6 / D7      | B5 / D6 / A4 |
| ----------------- | ------- | ------------ | ------------ |
| Imagine           |         |              |              |
| Simetrie diedrală | [14]    | [12]         | [10]         |
| Planul Coxeter    | B4 / D5 | B3 / D4 / A2 | B2 / D3      |
| Imagine           |         |              |              |
| Simetrie diedrală | [8]     | [6]          | [4]          |
| Planul Coxeter    | A5      | A3           |              |
| Imagine           |         |              |              |
| Simetrie diedrală | [6]     | [4]          |              |

## Politopuri înrudite
Dualul unui 7-cub se numește 7-ortoplex și face parte din familia infinită a ortoplexurilor.
Aplicând o operație de alternare, ștergând vârfurile alternante ale hepteractului, se creează un alt politop uniform, numit demihepteract⁠(d), (parte a unei familii infinite numite demihipercuburi), care are 14 fețe Demihexeract⁠(d)ice și 64 de fețe 6-simplex⁠(d) hexadimensionale.
|         |        |     |           |       |       |       |       |       |        |
| Segment | Pătrat | Cub | Tesseract | 5-cub | 6-cub | 7-cub | 8-cub | 9-cub | 10-cub |